# Ultimate Fantastic Four
Pour les articles homonymes, voir Les Quatre Fantastiques (homonymie).
Ultimate Fantastic Four est une série de comics qui fait partie de l'univers Ultimate Marvel.
Ultimate Fantastic Four, comme les autres séries de l'univers Ultimate Marvel, est une version modernisée de la plus grande famille de super héros : Les Quatre Fantastiques. La série a débuté en février 2004 par une histoire en 6 numéros scénarisée par Brian Michael Bendis et Mark Millar et dessinée par Adam Kubert. Depuis, plusieurs équipes artistiques se sont succédé.

## Synopsis
Red Richards, durant ses années de primaires et de collège, a toujours été chahuté par ses camarades car il était jugé inhumain du fait qu'il était surdoué. Heureusement pour lui, il avait un fidèle ami : Benjamin Grimm. À ses 16 ans, Red intègre le Baxter Building, immeuble dans lequel les enfants surdoués suivent des cours adaptés à leur niveau. Le patron du Baxter Building est le professeur Storm, le père de Jane Storm et de Johnny Storm. Red et Jane s'apprécient très vite et sortent ensemble dès les premiers numéros de la série.
Depuis quelque temps, Red Richards travaille sur le projet d'envoyer des objets pour analyses dans la Zone-N, dans laquelle il a déjà envoyé, plus jeune, des petites voitures lors de ses expériences.
Le professeur Storm, trouvant l'idée très intéressante, débloque des fonds afin de pouvoir financer l'expérience. Alors que tout est en place, un des plus grands rivaux de Red Richards, Victor Van Doom refait les calculs.
Au moment de passer à la phase humaine des tests, Benjamin « Ben » Grimm (que Red n'avait pas vu depuis des mois) se porte volontaire ainsi que Jane Storm, Johnny Storm et bien sûr Red Richards. Du fait que les calculs sont faussés, l'expérience ne se produit pas comme prévu.
Red peut maintenant déformer son corps à l'infini, Johnny peut s'enflammer, Jane peut devenir invisible et créer des champs de force et le pauvre Ben Grimm, quant à lui, a dû s'habituer à une carapace de roche permanente. Ainsi naquirent les Fantastiques. Mais Victor Van Doom avait disparu…

## Personnages

### Les quatre fantastiques
- Red Richards (M. Fantastique)
- Jane Storm (La Femme invisible)
- Benjamin Grimm (La Chose)
- Johnny Storm (La Torche)

### Ennemis
- Victor van Doom (Docteur Fatalis)
- Namor
- Nihil
- Thanos

## Les arcs narratifs
- Arc 1: Les Fantastiques (#1-6) par Brian Michael Bendis, Mark Millar et Adam Kubert

L'origine des Fantastiques ainsi que leur premier combat contre l'Homme Taupe.
- Arc 2: Fatalis (#7-12) par Warren Ellis et Stuart Immonen

Première apparition de Fatalis, qui essaie de tuer Red et le reste de l'équipe avec des robots insectoïdes fabriqués à partir de téléphones portables et de divers objets électroniques.
- Arc 3: Zone-N (#13-18) par Warren Ellis et Adam Kubert

Les Ultimate Fantastic Four partent dans la Zone-N et rencontrent un extraterrestre du nom de Nihil.
- Arc 4: Défi mortel (#19-20) par Mike Carey et Jae Lee

De retour au Baxter Building après leur aventure dans la Zone-N, les Fantastiques sont attaqués et kidnappés par Rhona Burchill, aussi connue sous le nom du Penseur Fou.
- Annual #1: Inhumain (Annual # 1) par Mark Millar et Jae Lee

La première rencontre entre les Fantastiques et les Inhumains.
- Arc 5: Le passage (#21-23) par Mark Millar et Greg Land

Red entre en contact avec une version plus âgée de lui d'une dimension alternative. Après être passé dans cet univers, Red découvre la vérité sur ce monde parallèle.
- Arc 6: La tombe de Namor (#24-26) par Mark Millar et Greg Land

La mère de Jane et Johnny, prétendue morte, est de retour après 15 ans d'absence pour solliciter l'aide des Fantastiques afin d'explorer l'Atlantide.
- Arc 7: Ultimate X 4

Chassé-croisé avec la série Ultimate X-Men
- Arc 8: Président Thor (#27-29) par Mark Millar et Greg Land

Avec la technologie du voyage dans le temps les Quatre Fantastiques tentent d'effacer l'accident qui leur ont donné leur pouvoir.
- Arc 9: Alien (#30-32) par Mark Millar et Greg Land

Johhny n'a qu'une seule semaine à vivre, et seul Fatalis peut l'aider. 
- Annual #2: Le Retour de l’homme taupe (Annual # 2) par Mike Carey, Stuart Immonen et Frazer Irving

Les Quatre Fantastiques contre l'Homme Taupe.
- Arc 10: Guerre cosmique (#33-38) par Mike Carey et Pasqual Ferry

L'équipe fait face à une espèce d'extra-terrestres à la recherche d'une puissante arme.
- Arc 11: Diables (#39-41) par Mike Carey et Mark Brooks

L'équipe doit faire face à Diablo et ses plans diaboliques qui feraient changer le passé, le présent et le futur de l'humanité. 
- Arc 12: Silver Sufer (#42-46) par Mike Carey et Pasqual Ferry
- Arc 13: Fantômes (#47-49) par Mike Carey et Mark Brooks
- Arc 14: Thanos (#50-53)
- Arc 15: Les Sept de Salem (#54-57)
- Arc 16: Qui pourra sauver Jane ? (#58-60)

### États-Unis
La série sort en comic-shops aux États Unis à un rythme mensuel.

### France
L’intégralité de la série Ultimate Fantastic Four a été publiée en kiosques en France par Panini Comics entre octobre 2004 et octobre 2009, dans une revue bimestrielle homonyme. Chaque magazine contient en règle générale deux tomes de la publication américaine :
1. Les Fantastiques : tomes 1 et 2
2. Les Fantastiques (2) : tomes 3 et 4
3. Les fantastiques (3) : tomes 5 et 6
4. Fatalis (1) : tomes 7 et 8
5. Fatalis (2) : tomes 9 et 10
6. Fatalis (3) : tomes 11 et 12
7. Zone-N (1) : tomes 13 et 14
8. Zone-N (2) : tomes 15 et 16
9. Zone-N (3) : tomes 17 et 18
10. Défi mortel : tomes 19 et 20
11. Inhumain : « Annual 1 »
12. Le Passage (1) : tomes 21 et 22
13. Le Passage (2) : tomes 23 et 24
14. La Tombe de Namor : tomes 25 et 26
15. Ultimate X 4 : « Ultimate X-Men/Fantastic Four » et « Ultimate Fantastic Four/X-Men »
16. Président Thor : tomes 27 et 28
17. Alien : tomes 29 et 30
18. Alien : la fin : tomes 31 et 32
19. Le Retour de l’homme-taupe : « Annual 2 »
20. Guerre cosmique (1) : tomes 33 et 34
21. Guerre cosmique (2) : tomes 35 et 36
22. Guerre cosmique (3) : tomes 37 et 38
23. Diables : tomes 39, 40 et 41
24. Silver Surfer (1) : tomes 42 et 43
25. Silver Surfer (2) : tomes 45 et 45
26. Fantômes (1) : tomes 46 et 47
27. Fantômes (2) : tomes 48 et 49
28. Thanos (1) : tomes 50 et 51
29. Thanos (2) : tomes 52 et 53
30. Les Sept de Salem (1) : tomes 54 et 55
31. Les Sept de Salem (2) : tomes 56 et 57
32. Qui pourra sauver Jane ? : tomes 58, 59 et 60

ALBUMS MARVEL DELUXE
Depuis juillet 2014 la serie sort au format Marvel Deluxe
Tome 1 - Les Fantastiques, juillet 2014
« The Fantastic » (tomes 1–6)
Tome 2 - Fatalis, mai 2015
« Doom » (tomes 7-12)
« N-Zone » (tomes 13-18)